# مغربة لحمان (مذيخرة)

تعديل مصدري - تعديل

مغربة لحمان محلة تابعة لقرية لحمان، التابعة لعزلة الجوالح بمديرية مذيخرة إحدى مديريات محافظة إب في الجمهورية اليمنية، بلغ تعداد سكانها 151 حسب تعداد اليمن لعام 2004.